# Maison Kauser
La Maison Kauser (en hongrois : Kauser-ház) est un édifice situé dans le 8e arrondissement de Budapest.